# Distretto di Miguel Checa
Il distretto di Miguel Checa è uno degli otto distretti della provincia di Sullana, in Perù. Si trova nella regione di Piura e si estende su una superficie di 450,3 chilometri quadrati.

Istituito il 10 novembre 1950, ha per capitale la città di Sojo; nel censimento 2005 si contava una popolazione di 7.209 unità.